# Alcarràs
|  | Aquest article tracta sobre el municipi. Si cerqueu la pel·lícula, vegeu «Alcarràs (pel·lícula)». |

Alcarràs és un municipi de Catalunya situat a la comarca del Segrià.

## Etimologia
D'origen àrab, en documents antics (segle xii) apareix amb la forma Alcaraz. Segons l'arabista Miguel Asín, vindria de l'àrab "al-Karas" amb el significat de "el cirerer".

## Història
La població actual és d'origen islàmic, però no apareix documentada històricament fins al segle xii. En l'Ordinatio del bisbat de Lleida del 1168 apareix com a Alcarraz, igual com en altres documents, referit al castell sarraí i a l'església. Segons Zurita, el comte Ermengol VI d'Urgell conquerí en 1147-48 Alcarràs, Alguaire i Aitona (mentre Ramon Berenguer IV era a Almeria) i el conqueridor és anomenat pel pare Finestres (1752) Guillem d'Alcarràs, fill de Guerau de Jorba, senyor de Montmaneu, Òdena i Rubinat i parent dels comtes de Barcelona. Aquest cognom, adoptat després de la conquesta, hauria estat mantingut pels seus descendents, molt vinculats als hospitalers i als templers.
Al segle xvi els seus successors s'emparentaren amb famílies castellanes i deixaren fins i tot de residir a Barcelona. La població tornà a sofrir les conseqüències de la guerra dels Segadors i els francesos del governador de M. de Rogles ocuparen el castell (1642), on posaren una guarnició, i després el castell restà definitivament inhabilitat, com ho confirma el marquès Filipo de Corsini, que acompanyava Cosme de Mèdici el 1668, quan diu que es trobaren una població molt arruïnada anomenada Alcarràs, del marquès ”di Lafuente” (els successors dels Fernández d'Heredia eren comtes de Fuentes), on amb prou feines es veien les restes d'un petit castell. Per herència dels tan esmentats Heredia el domini del lloc passà als ducs de Solferino a l'inici del segle xviii, els quals el mantingueren fins a l'abolició de les senyories.
Alcarràs també patí la guerra de Successió, però el 1721 se n'havia refet una part i constituïa ajuntament (des del 1500 havia funcionat un petit consell municipal amb tres jurats o paers). El segle xviii, coincidint amb un notable increment demogràfic, s'edificà la gran església i el nucli s'estengué al llarg de la carretera de Madrid (1777) per l'actual Raval de Lleida.
En la guerra del Francès els veïns d'Alcarràs es constituïren en sometent i lluitaren sota les ordres del coronel Baget a la serra d'Alcubierre i al Bruc. L'exèrcit francès ocupà el poble el 1810, amb vista a la presa de Lleida. La població allotjà destacaments liberals en la primera i tercera guerra Carlina.
Madoz, a mitjan segle xix, parla encara d'algunes torres de l'antic castell, que fou enderrocat a la fi del mateix segle. El 1840, ja amb ajuntament constitucional, es crearen les escoles i en 1828-1900 hom explotà el balneari d'Alcarràs, d'aigües clorurades sòdiques ferruginoses, bones per a les malalties de la pell. Aparegueren també noves indústries (farina, sulfurs, aiguardent, etc.).
Històricament regat amb el canal de Pinyana, a l'inici del segle XX hi arribaren també les aigües del Canal d'Aragó i Catalunya.

### Segle XXI
En el referèndum d'independència de l'1 d'octubre de 2017, Alcarràs va ser una de les poblacions on les forces de Seguretat de l'Estat espanyol van carregar contra els ciutadans per evitar-ne la realització. A les 8.45 hores del matí, 80 agents antiavalots de la Guàrdia Civil espanyola es van presentar al punt de votació i van topar amb 500 persones que els barraven el pas de forma pacífica. Varen atacar-les sense avís ni mediació prèvia, deixant un rastre de 20 ferits. Malgrat tot, s'hi va poder votar, amb un total de 2.799 vots emesos (53,4% del cens), dels quals 2.578 per al sí (92,6%) i 171 per al no (6,1%). Per "permetre" la celebració del referèndum, l'alcalde del municipi, Miquel Serra, fou jutjat i condemnat a 3 mesos d'inhabilitació i una multa.
L'any 2022 el municipi va saltar a la fama per la pel·lícula Alcarràs, de Carla Simón, que va guanyar l'Os d'Or a la setanta-dosena edició de la Berlinale i es va convertir en la primera pel·lícula en català a rebre aquest guardó. La pel·lícula es va filmar al municipi, amb intèrprets ponentins no professionals –del mateix poble o de poblacions veïnes– com a actors.

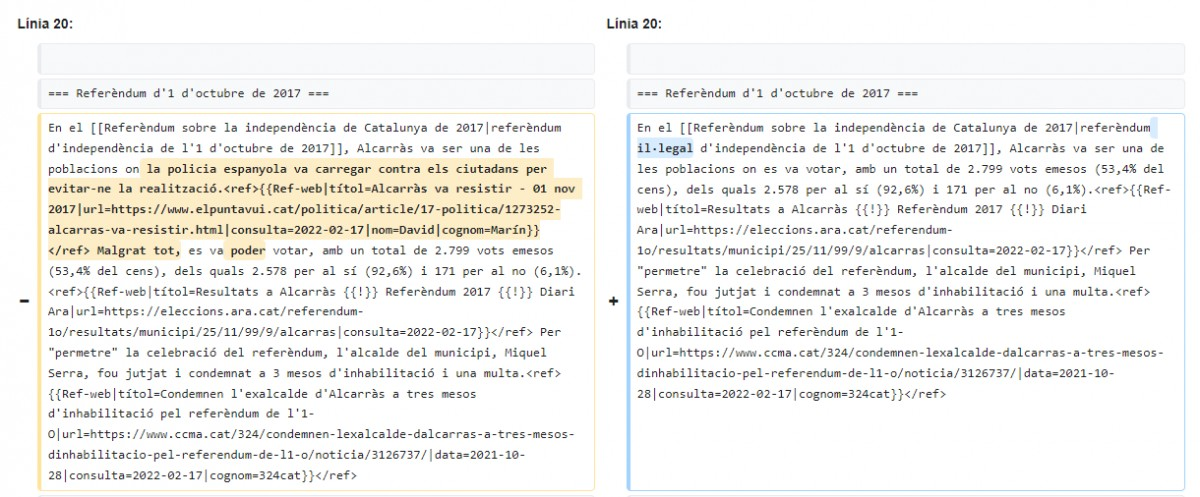
Historial de revisions de l'article

El 13 de setembre del 2022 l'adreça IP, corresponent al Ministeri de Defensa, va editar l'article de la Viquipèdia Alcarràs, modificant la part en la que parlava sobre el referèndum de l'1 d'octubre. Va eliminar la part sobre les càrregues policials, i va clasificar el referendum com a "il·legal", el canvi va ser revertit 3 minuts després. Es va saber que l'IP era del Ministeri de Defensa ja que són publiques. El canvi es va dur a terme uns dies després que a la pel·lícula "Alcarràs" li fos guardonada a l'Os d'Or. El canvi va ser anunciat per un compte d'X (Twitter) anomenat "SpainGovedits", aquest compte es dedica a publicar canvis a la viquipèdia per part del govern d'Espanya. Més tard, aquest compte també va anunciar canvis a articles sobre la guerra civil a la viquipèdia en espanyol, també amb una adreça IP del Ministeri de Defensa. Després dels canvis Defensa va defensar-se dient que era una edició individual no vinculada amb el ministeri, i que obririen una investigació sobre els fets. També van dir que Fiscalia ja qui havia fet els canvis.

## Símbols
L'escut oficial del municipi va ser aprovat el 2007 amb la descripció "escut caironat: d'argent, una carrasca de sinople. Per timbre, una corona de vila", per la qual cosa pertany a la categoria dels escuts parlants, encara que també es consideri que representa l'Alzina Centenària situada dins el terme. Durant el segle xix i XX havien alternat escuts ovalats amb un arbre o amb un castell.
La bandera reprodueix l'antic escut ovalat amb un arbre sobre un fons de color granat.

## Geografia
- Llista de topònims d'Alcarràs (Orografia: muntanyes, serres, collades, indrets...; hidrografia: rius, fonts...; edificis: cases, masies, esglésies, etc.).

| Gimenells i el Pla de la Font |                 | Lleida   |
|                               |                 |          |
|                               | Torres de Segre | Sudanell |

La vila està comunicada a través de l'autovia A-2 (sortida 451: L-800 Vallmanya/Alcarràs) i l'autopista AP-2 (sortida 5: Alcarràs).
Les distàncies d'Alcarràs a altres ciutats són: a Lleida 8 km, a Barcelona 150 km, a Saragossa 140 km, a Osca 100 km, a Tarragona 100 km, a Madrid 450 km, a França 270 km, i a València 325 km.

## Demografia
| 1497 f | 1515 f | 1553 f | 1717 | 1787  | 1857  | 1877  | 1887  | 1900  | 1910  |
| ------ | ------ | ------ | ---- | ----- | ----- | ----- | ----- | ----- | ----- |
| 87     | 107    | 111    | 161  | 1.078 | 2.007 | 1.864 | 1.885 | 2.342 | 2.569 |

| 1920  | 1930  | 1940  | 1950  | 1960  | 1970  | 1981  | 1990  | 1992  | 1994  |
| ----- | ----- | ----- | ----- | ----- | ----- | ----- | ----- | ----- | ----- |
| 2.946 | 3.053 | 3.110 | 3.394 | 3.678 | 3.969 | 4.262 | 4.523 | 4.551 | 4.551 |

| 1996  | 1998  | 2000  | 2002  | 2004  | 2006  | 2008  | 2010  | 2012  | 2014  |
| ----- | ----- | ----- | ----- | ----- | ----- | ----- | ----- | ----- | ----- |
| 4.715 | 4.786 | 4.767 | 4.838 | 5.027 | 5.970 | 7.281 | 8.029 | 8.755 | 9.252 |

| 2016  | 2018  | 2020  | 2022  | 2024   | 2026 | 2028 | 2030 | 2032 | 2034 |
| ----- | ----- | ----- | ----- | ------ | ---- | ---- | ---- | ---- | ---- |
| 9.297 | 9.422 | 9.707 | 9.637 | 10.018 | -    | -    | -    | -    | -    |

### Entitats de Població
| Entitat de població         | Habitants (2024) |
| Alcarràs                    | 10.180           |
| Montagut                    | 31               |
| Vallmanya                   | 4                |
| Polígon industrial Polinasa | 2                |
| Polígon industrial Revés    | 0                |
| Font: Idescat               |                  |

## Llocs d'interès
- L'Alzina Centenària, imatge del símbol i escut municipal del municipi.
- L'Antiga Casa dels Canonges i Ermita de Santa Anna, casa esparsa del segle xviii.
- El Castell de Montagut, d'origen sarraí i del qual només queden uns vestigis.
- El Circuit d'Alcarràs, dedicat al món del motor i inaugurat el maig de 2007.
- L'Església de la Mare de Déu de l'Assumpció, bastida entre 1760 i 1765, amb la façana d'estil barroc.
- Biblioteca Joaquim Montoy, inaugurada l'any 2006, que compta amb una superfície de 493 m² i un fons de 26.000 documents.[19]
- Cal Macià, masia del segle xvii, casa pairal d'Eugènia Lamarca, esposa del president Francesc Macià.

## Cultura i festes
L'Institut Municipal de Cultura d'Alcarràs (IMCA) és l'organisme municipal que acull totes les entitats i associacions culturals i festives de la vila. Es reuneix un parell de vegades a l'any per tal de programar i coordinar els actes i activitats que desenvoluparan totes aquestes entitats i grups.
Dies festius propis del municipi:
- La festa major d'hivern, en honor de Sant Sebastià: 20 de gener (tot i que dura quatre dies abans o després d'aquesta data, segons s'escaigui).
- La festa major d'estiu: l'últim cap de setmana d'agost.